# Gandhara
Gandhara a fost o regiune indo-ariană din antichitate situată în nord-vestul Pakistanului actual și nord-estul Afganistanului. Nucleul regiunii Gandhara erau văile Peshawar și Swat, întinzându-se la est până în Podișul Pothohar din Punjab, deși influența culturală a Gandharei s-a extins spre vest în valea Kabul din Afganistan și spre nord până la munții Karakorum. Regiunea a fost locul de unde budismul s-a răspândit în Asia Centrală și de Est, mulți pelerini budiști din China vizitând regiunea.
Gāndhārī, o limbă indo-ariană scrisă în grafia kharosthi, a funcționat ca lingua franca a regiunii, deși prin budism, limba s-a răspândit până în China prin textele budiste gandhāriene. Renumită pentru stilul său unic de artă, regiunea și-a atins apogeul din secolul I până în secolul al V-lea d.Hr. sub Imperiul Kușan, care și-a avut capitala la Puruṣapura, dând startul perioadei cunoscute cu numele de Pax Kushana.
Istoria Gandharei începe cu cultura mormintelor Gandhara, caracterizată prin obiceiuri de înmormântare distinctive. Mai târziu, în perioada vedică, Gandhara era recunoscută ca una dintre cele șaisprezece mahajanapada, sau mari regate ale Asiei de Sud, având un rol în Războiul Kurukshetra. În secolul al VI-lea î.Hr., regele Pukkusāti a cârmuit regiunea, câștigând faimă prin victoria asupra Regatului Avanti și acțiunilor sale presupuse ca bastion împotriva expansiunii ahemenide, deși Gandhara le-a devenit în cele din urmă stat tributar. În timpul războaielor lui Alexandru cel Mare, regiunea a fost împărțită în două facțiuni, Taxiles, regele Taxilei, aliindu-se cu Alexandru cel Mare, în timp ce triburile gandhariene de vest, exemplificate de Aśvaka din jurul văii Swat, au rezistat eforturilor expansioniste. După moartea lui Alexandru, Gandhara a devenit parte a Imperiului Maurya, deoarece Chandragupta Maurya, care a învățat la Taxila, a preluat controlul cu ajutorul lui Chanakya, consilierul său, care provenea și el din Gandhara. Ulterior, Gandhara a fost anexată succesiv de către indo-greci, indo-sciți și indo-parți. Cu toate acestea, un regat regional gandharian, cunoscut cu numele de Apracharajas, și-a păstrat independența până la ascensiunea Imperiului Kușan. Apogeul influenței culturale și politice a Gandharei a avut loc în timpul stăpânirii kușanilor, înainte de a fi devastată în cursul invaziilor hunice. Cu toate acestea, regiunea a cunoscut o renaștere în timpul dinastiilor Shahi Turci și Shahi Hinduși.